# Posstjärnet (Gunnarskogs socken, Värmland)
Posstjärnet är en sjö i Arvika kommun i Värmland och ingår i Göta älvs huvudavrinningsområde.